# Natação nos Jogos Pan-Americanos de 1967
A natação nos Jogos Pan-Americanos de 1967 foi realizada no Pan Am Pool em Winnipeg, Canadá, durante a execução dos Jogos em 1967. Foram disputadas 29 provas, 15 masculinas e 14 femininas. 
Houve várias "estreias" na natação, no Pan de 1967:
- Foi a primeira vez que usaram placas de toque, para marcar os centésimos de segundo;
- Foi a primeira vez que foram nadadas provas de Medley, de 200 m livre e costas e de 100 m peito
- Uruguai e Porto Rico ganharam, pela primeira vez, medalhas na natação;

Durante os Jogos Pan-Americanos de 1967 em Winnipeg, 11 recordes mundiais foram batidos na natação. É o recorde de todas as edições do campeonato, um recorde que provavelmente nunca será derrotado.

## Medalhistas
Masculino
| Evento                        | Ouro                                                                        | Ouro     | Prata                                                            | Prata    | Bronze                                                                         | Bronze   |
| ----------------------------- | --------------------------------------------------------------------------- | -------- | ---------------------------------------------------------------- | -------- | ------------------------------------------------------------------------------ | -------- |
| 100 metros livre detalhes     | Don Havens USA Estados Unidos                                               | 53.79    | Zac Zorn USA Estados Unidos                                      | 53.97    | Sandy Gilchrist CAN Canadá                                                     | 54.85    |
| 200 metros livre detalhes     | Don Schollander USA Estados Unidos                                          | 1:56.01  | Ralph Hutton CAN Canadá                                          | 1:58.44  | Julio Arango COL Colômbia                                                      | 2:01.77  |
| 400 metros livre detalhes     | Greg Charlton USA Estados Unidos                                            | 4:10.23  | Ralph Hutton CAN Canadá                                          | 4:11.88  | Mike Burton USA Estados Unidos                                                 | 4:15.74  |
| 1500 metros livre detalhes    | Mike Burton USA Estados Unidos                                              | 16:44.40 | Ralph Hutton CAN Canadá                                          | 16:51.81 | Andy Strenk USA Estados Unidos                                                 | 17:03.43 |
| 100 metros costas detalhes    | Charlie Hickcox USA Estados Unidos                                          | 1:01.19  | Fred Haywood USA Estados Unidos                                  | 1:02.45  | Jim Shaw CAN Canadá                                                            | 1:02.87  |
| 200 metros costas detalhes    | Ralph Hutton CAN Canadá                                                     | 2:12.55  | Charlie Hickcox USA Estados Unidos                               | 2:13.05  | Charles Goettsche USA Estados Unidos                                           | 2:15.94  |
| 100 metros peito detalhes     | José Sylvio Fiolo BRA Brasil                                                | 1:07.52  | Russell Webb USA Estados Unidos                                  | 1:09.13  | Ken Merten USA Estados Unidos                                                  | 1:09.32  |
| 200 metros peito detalhes     | José Sylvio Fiolo BRA Brasil                                                | 2:30.42  | Robert Momsen USA Estados Unidos                                 | 2:31.01  | Ken Merten USA Estados Unidos                                                  | 2:34.17  |
| 100 metros borboleta detalhes | Mark Spitz USA Estados Unidos                                               | 56.20    | Ross Wales USA Estados Unidos                                    | 57.04    | Luis Nicolao ARG Argentina                                                     | 58.63    |
| 200 metros borboleta detalhes | Mark Spitz USA Estados Unidos                                               | 2:06.42  | Tom Arusoo CAN Canadá                                            | 2:10.70  | Mike Burton USA Estados Unidos                                                 | 2:13.26  |
| 200 metros medley detalhes    | Doug Russell USA Estados Unidos                                             | 2:13.22  | William Utley USA Estados Unidos                                 | 2:13.68  | Sandy Gilchrist CAN Canadá                                                     | 2:16.61  |
| 400 metros medley detalhes    | William Utley USA Estados Unidos                                            | 4:48.12  | Ken Webb USA Estados Unidos                                      | 4:50.89  | Sandy Gilchrist CAN Canadá                                                     | 4:55.60  |
| 4x100 metros detalhes         | Ken Walsh Mike Fitzmaurice Mark Spitz Don Schollander USA Estados Unidos    | 3:34.08  | Ralph Hutton Robert Kasting Sandy Gilchrist Ron Jacks CAN Canadá | 3:40.82  | Mario de Lucca Carlos Van der Maath Juan Carranza Luis Nicolao ARG Argentina   | 3:45.50  |
| 4x200 metros detalhes         | Don Schollander Charlie Hickcox Greg Charlton Mark Spitz USA Estados Unidos | 8:00.46  | Sandy Gilchrist Ron Jacks Robert Kasting Ralph Hutton CAN Canadá | 8:07.16  | Héctor Scerbo Mario de Lucca Carlos Van der Maath Luis Nicolao ARG Argentina   | 8:19.48  |
| 4x100 metros medley detalhes  | Doug Russell Russell Webb Mark Spitz Ken Walsh USA Estados Unidos           | 3:59.31  | William Mahony Sandy Gilchrist Ron Jacks Jim Shaw CAN Canadá     | 4:04.29  | Ilson Asturiano João Costa Lima Neto José Sylvio Fiolo Waldyr Ramos BRA Brasil | 4:06.64  |

Feminino
| Evento                        | Ouro                                                                      | Ouro    | Prata                                                            | Prata   | Bronze                                                                  | Bronze  |
| ----------------------------- | ------------------------------------------------------------------------- | ------- | ---------------------------------------------------------------- | ------- | ----------------------------------------------------------------------- | ------- |
| 100 metros livre detalhes     | Erika Bricker USA Estados Unidos                                          | 1:00.89 | Marion Lay CAN Canadá                                            | 1:01.02 | Lillian Watson USA Estados Unidos                                       | 1:01.54 |
| 200 metros livre detalhes     | Pam Kruse USA Estados Unidos                                              | 2:11.91 | Marion Lay CAN Canadá                                            | 2:14.68 | Angela Coughlan CAN Canadá                                              | 2:15.66 |
| 400 metros livre detalhes     | Debbie Meyer USA Estados Unidos                                           | 4:32.64 | Pam Kruse USA Estados Unidos                                     | 4:42.81 | Angela Coughlan CAN Canadá                                              | 4:48.88 |
| 800 metros livre detalhes     | Debbie Meyer USA Estados Unidos                                           | 9:22.86 | Susan Pedersen USA Estados Unidos                                | 9:38.37 | Angela Coughlan CAN Canadá                                              | 9:48.56 |
| 100 metros costas detalhes    | Elaine Tanner CAN Canadá                                                  | 1:07.32 | Kaye Hall USA Estados Unidos                                     | 1:09.76 | Shirley Cazalet CAN Canadá                                              | 1:11.33 |
| 200 metros costas detalhes    | Elaine Tanner CAN Canadá                                                  | 2:24.55 | Kendis Moore USA Estados Unidos                                  | 2:30.38 | Cathy Ferguson USA Estados Unidos                                       | 2:32.48 |
| 100 metros peito detalhes     | Catie Ball USA Estados Unidos                                             | 1:14.80 | Ana María Norbis URU Uruguai                                     | 1:15.95 | Cynthia Goyette USA Estados Unidos                                      | 1:19.39 |
| 200 metros peito detalhes     | Catie Ball USA Estados Unidos                                             | 2:42.18 | Claudia Kolb USA Estados Unidos                                  | 2:48.93 | Ana María Norbis URU Uruguai                                            | 2:52.11 |
| 100 metros borboleta detalhes | Ellie Daniel USA Estados Unidos                                           | 1:05.24 | Elaine Tanner CAN Canadá                                         | 1:05.35 | Marilyn Corson CAN Canadá                                               | 1:07.68 |
| 200 metros borboleta detalhes | Claudia Kolb USA Estados Unidos                                           | 2:25.49 | Lee Davis USA Estados Unidos                                     | 2:26.74 | Marilyn Corson CAN Canadá                                               | 2:30.54 |
| 200 metros medley detalhes    | Claudia Kolb USA Estados Unidos                                           | 2:26.06 | Susan Pedersen USA Estados Unidos                                | 2:30.91 | Sandra Dowler CAN Canadá                                                | 2:36.18 |
| 400 metros medley detalhes    | Claudia Kolb USA Estados Unidos                                           | 5:09.68 | Susan Pedersen USA Estados Unidos                                | 5:21.57 | Marilyn Corson CAN Canadá                                               | 5:36.75 |
| 4x100 metros detalhes         | Wendy Fordyce Pam Carpinelli Linda Gustavson Pam Kruse USA Estados Unidos | 4:04.57 | Marion Lay Angela Coughlan Elaine Tanner Sandra Smith CAN Canadá | 4:09.73 | Ana Marcial Kristina Moir Melanie Laporte Anita Lallande PUR Porto Rico | 4:26.56 |
| 4x100 metros medley detalhes  | Kendis Moore Catie Ball Ellie Daniel Wendy Fordyce USA Estados Unidos     | 4:30.0  | Elaine Tanner Donna Ross Marilyn Corson Marion Lay CAN Canadá    | 4:40.88 | Themis Trama Ana Norbis Lylian Castillo Ruth Apt URU Uruguai            | 4:49.27 |

## Quadro de medalhas
| Ordem | País               | Medalha de ouro | Medalha de prata | Medalha de bronze |    |
| ----- | ------------------ | --------------- | ---------------- | ----------------- | -- |
| 1     | USA Estados Unidos | 24              | 16               | 9                 | 49 |
| 2     | CAN Canadá         | 3               | 12               | 12                | 27 |
| 3     | BRA Brasil         | 2               |                  | 1                 | 3  |
| 4     | URU Uruguai        |                 | 1                | 2                 | 3  |
| 5     | ARG Argentina      |                 |                  | 3                 | 3  |
| 6     | COL Colômbia       |                 |                  | 1                 | 1  |
| 7     | PUR Porto Rico     |                 |                  | 1                 | 1  |
| TOTAL | TOTAL              | 29              | 29               | 29                | 87 |